# Castellà del País Basc Sud
El castellà del País Basc Sud o el castellà de Hegoalde (conegut localment com a Castellano de Hegoalde) és el dialecte del castellà parlat en Hegoalde, compost pels territoris històrics de Navarra, Àlaba, Biscaia i Guipúscoa.
Pertany als dialectes castellans septentrionals, guardant especial relació amb el castellà aragonès, però amb clars matisos bascos.
Algunes fonts consideren el castellà parlat entre Valladolid i Àlaba el dialecte més normatiu del castellà.

## Àrea geogràfica
Aquest dialecte és parlat en el territori de Hegoalde, a les províncies de Navarra, Àlaba, Biscaia i Guipúscoa. També és parlat en zones limítrofes, com a la Rioja (comarca d'Haro i la Sonsierra), a Castella i Lleó (Miranda de Ebro i a les valls de Losa i Mena), a Cantàbria (Castro Urdiales i comarca d'Asón-Agüera) i a Aragó (Jacetània occidental).

## Història
Els primers registres del castellà apareixen en les Glosses Emilianenses, escrites a San Millán de la Cogolla, en el Regne de Navarra. A més, apareixien anotacions en basc (encara que no eren els primers vestigis d'aquesta llengua). Això fa que siguin molts els lingüistes que afirmin que l'origen del castellà es troba entre Burgos, la Rioja i la Rioja Alabesa. Allí es va parlar durant molt de temps o es continua parlant el basc, per la qual cosa se'l considera una de les grans aportacions a la creació de l'idioma juntament amb el llatí. De fet, en el Cantar de mio Cid, primera obra poètica de la literatura castellana, Rodrigo Díaz de Vivar, procedent de Burgos, flama Minaya a Álvar Fáñez, el seu amic de confiança. Resulta que Minaya procedeix de l'expressió "el meu anaia", sent "anaia" la paraula en basc per a referir-se al germà d'un germà, la qual cosa mostra la gran influència d'aquest idioma en les zones on va sorgir el castellà.
En 1119, el rei Alfons VIII de Castella conquista Àlaba, fins llavors pertanyent al Regne de Navarra, i l'annexiona al Regne de Castella, llavors amb una grandària molt reduïda. El castellà va ser imposat com a únic idioma per a l'administració, la qual cosa propicià la incorporació de sengles elements del basc al castellà. Entre ells es troben:
- el sistema vocàlic de cinc vocals (inexistent en català)
- betacisme: pronunciació igualitària de les lletres b i v
- evolució del fonema /f/ cap a /h/ (no és facer, és hacer)
- simplificació del sistema de consonants castellà
- incorporació de lèxic basc, entre els quals es troben izquierda (esquerra; procedent de "ezkerra"), alud (allau; procedent de "lurte"), chatarra (ferralla; procedent de "txatar"), chabola (barraca; procedent de "txabola"), cencerro (esquellot; procedent de "zinzerri"), órdago (expressió del mus; procedent de "hor dago") i aquelarre (procedent de "akelarre")

El mateix va succeir amb Guipúscoa l'any 1200 i en 1334 amb la Senyoria de Biscaia, encara que a menor escala, ja que especialment aquest últim va conservar l'ús del basc. Això va propiciar la creació d'un dialecte del castellà propi de les tres províncies (Àlaba, Biscaia i Guipúscoa) lleugerament diferent al de la resta de la Corona de Castella.
En 1492, amb la conquesta per part de la Corona de Castella dels territoris àrabs de la Península Ibèrica, la llengua romanç usada en la Corona de Castella va començar a variar considerablement, en comparació amb la llengua romanç parlada en Hegoalde (a excepció de Navarra), en incorporar elements de l'àrab com a alcohol, almohada (coixí), albaricoque (albercoc), hasta (fins a) o aceite (oli).
D'altra banda, en el Regne de Navarra es parlaven tres idiomes: basc, navarrès (en la part sud) i gascó (en la part nord). El gascó es tracta d'un idioma sorgit de la fusió entre el llatí i l'aquità (antecessor del basc) a la regió d'Aquitània i assimilat després a l'occità. Quant al navarrès, forma al costat del romanç aragonès i al riojà precastellà el grup de llengües navarrès-aragoneses. El que majoritàriament diferenciava al navarrès de la resta de lengües navarrès-aragoneses i, en menor mesura, de les llengües castellanes, era precisament la incorporació d'elements bascos, en estar molt en contacte amb aquesta llengua. Alguns d'aquests elements segueixen presents en l'aragonès actual.
Després de la conquesta del Regne de Navarra per part dels regnes de Castella i Aragó, entre els anys 1512 i 1529, el castellà va ser imposat també a Navarra. En ser tant el castellà com el navarrès llengües romàniques, compartien gran quantitat d'elements en comú. Tal com va succeir amb altres llengües peninsulars com el lleonès, l'extremeny o l'aragonès, la noblesa castellana va fer semblar que empraven formes arcaiques o vulgars, malgrat que fossin termes de les seves pròpies llengües, la qual cosa va comportar a una gran part de la població a deixar de costat les seves llengües tradicionals per a emprar el castellà. Es tracta a més d'una de les causes del declivi, fins al segle xx, d'altres idiomes com el basc, el català o el gallec. Un dels casos més destacats va ser la mort del basc roncalès en 1976 juntament amb la seva última parlant, Antonia Anaut.
Després d'aquest procés, es va considerar que les formes romanços de parlar pròpies dels territoris de Hegoalde són finalment, en el segle XXI, un dialecte de l'idioma castellà. No obstant això, a causa de la imposició de normes lingüístiques per part de la Reial Acadèmia Espanyola, algunes de les seves formes estan vistes com a "vulgars" o "incorrectes" i altres tantes com "no estàndard" o "a evitar". Actualment, igual que la resta de dialectes, està perdent pes degut a la uniformització del castellà.

## Característiques antigues pròpies
Encara que molts trets propis d'aquest dialecte s'han extrapolat a tot el castellà, especialment en els seus primers anys, hi havia i continuen havent-hi grans trets que diferencien als parlants del País Basc de la resta dels castellanoparlants. Alguns d'ells van passar a la història, com:
- confusió dels gèneres masculí i femení (pel fet que en basc no existeix tal distinció). Per exemple: la mesa = el mesa (taula); la casa = el casa; la puerta = el puerta (porta); los coches = las coches (cotxe); etc.
- inclusió del prefix er- davant paraules que comencen per r- (en basc no hi ha paraules que comencin directament per r-): ecortar → errecortar (retallar); repetir → errepetir; regar → erregar. Actualment ocorre alguna cosa semblança amb la partícula ar-
- substitució de -c- per la partícula basca -tz-. Per exemple: anunciación → anuntziatzion (anunciació), concierto → kontzierto (concert)...

## Característiques actuals pròpries
Aquest dialecte té unes particularitats que li diferencien de qualsevol altre dialecte castellà:

### Omissió parcial del participi passat
La forma verbal del participi castellà prové del participi llatí, però com s'han perdut les formes presents i futures, només queda el participi passat. El participi sempre és passiu en castellà i no té forma composta. Quant a la construcció, hi ha dos tipus de participi: els regulars i els irregulars. Els participis irregulars veuen el lexema desfigurat i, en estar més prop de les formes llatines, oculten el morfema del participi. Aquests, precisament en ser irregulars, no afecten el llenguatge de Hegoalde. Per exemple, el participi del verb ver és visto (veure); el del verb escribir, escrito (escriure), i el del verb alabar, alabado (lloar).
Quant als verbs regulars, formen el participi de la següent manera: lexema + vocal inductora + vocal temàtica + morfema de participi + morfema de gènere + morfema de número. En el cas dels verbs de la primera conjugació, que constitueixen l'infinitiu en -ar (per exemple, amar, excavar), la vocal temàtica és "a", i el morfema participatiu (en aquest cas, com les altres dues conjugacions regulars) és "d". En conseqüència, la forma masculina singular dels participis de la primera conjugació es converteix en -ado, sent -ados la seva forma plural. Són les dues formes que s'ometen parcialment en aquest dialecte del castellà, que en parlar -ado es converteix en -au i -ados en -aus, encara que mai per escrit, sempre oralment. Per contra, les formes del femení no presenten aquesta alteració. Alguns exemples són:
| Català                             | Castellà                          | Pronunciació estàndard        | Pronunciació a Hegoalde       |
| ---------------------------------- | --------------------------------- | ----------------------------- | ----------------------------- |
| He llogat un cotxe.                | He alquilado un coche.            | e alkilado un kotxe           | e alkilau un kotxe            |
| Sembla que han estat deixats aquí. | Parece que han sido dejados ahí.  | pareze ke an sido dejados ai  | pareze ke an sido dejaus ai   |
| Has menjat alguna cosa avui?       | ¿Has comido algo hoy?             | as komido algo oi             | as komido algo oi             |
| El que hem viscut avui és únic.    | Lo que hemos vivido hoy es único. | lo ke emos bibido oi es uniko | lo ke emos bibido oi es uniko |

Encara que pugui semblar que ocorre en altres dialectes del castellà, especialment en l'andalús o alguns llatinoamericans, no és així. En aquests casos, el morfema de participi "d" s'evita totalment, encara que el morfema de gènere "o" roman intacte. En aquest cas, llogat diria "alkilao" ("alkilau" a Hegoalde) i deixats "dejaos" ("dejaus" a Hegoalde).

### Ús excessiu depues
La conjunció pues (en basc: ba) és molt utilitzada, sobretot en el llenguatge oral. A causa de la contínua relació entre el basc i el castellà, després de la conquesta del Regne de Navarra en 1522, tant la paraula ba com la versió castellana pues (prové del navarrès) apareixen en totes dues llengües i s'utilitzen indistintament en basc i en aquest dialecte. L'altra gran diferència que separa a la resta de castellanoparlants dels de Hegoalde és l'ús que es dona a aquesta paraula. S'utilitza de tal manera que apareix en la majoria de les oracions d'una conversa informal. A mesura que el discurs es torna més formal o escrit, el número es redueix, encara que es poden continuar percebent. Alguns exemples són:
- ¿Has comprado el pan? Pues no. (emprat com a connector ― Has comprat el pa? Doncs no)
- No puedes pasar por aquí. ¿Pues? (substitueix a com o per què i pot expressar sorpresa ― No pots passar per aquí. Doncs?)
- Háblale tú, pues lo conoces más que yo. (indica causa, motiu o raó ― Parla-li tu, perquè ho coneixes més que jo.)
- ¿Cómo que no viene? Pues eso, lo dicho. (indica la certesa d'un judici formulat anteriorment ― Com que no ve? Doncs això, el que s'ha dit)
- Lo que digo es, pues eso, que no se puede vivir así. (valor iliatiu: funció fàtica, indica que el canal continua obert mentre es busca la manera de continuar amb la seqüència ― El que dic és, perquè això, que no es pot viure així)
- Repito, pues, que hace lo que debe. (valor continuatiu: dona continuïtat al discurs, fins i tot a l'inici d'una conversa ― Repeteixo, doncs, que fa el que deu)

A més, hi ha moltes altres denotacions i connotacions que varien molt segons el to, la part de la frase i el context en què es col·loqui.

### Pretèrit de l'indicatiu
En aquest dialecte, a diferència de la majoria dels dialectes castellans, cada temps verbal del pretèrit té un ús. A manera de comparació, els dialectes americans es limiten a l'imperfecte (hablaba) i a l'indefinit (hablé). A Hegoalde, no obstant això, s'utilitzen els cinc temps verbals: pretèrit imperfecte (hablaba), pretèrit indefinit (hablé), pretèrit perfecte (he hablado), pretèrit plusquamperfet (había hablado) i pretèrit anterior (hube hablado). Tenen els següents usos:
| Pretèrit       | Ús                                                                      | Exemple                                                                       |
| -------------- | ----------------------------------------------------------------------- | ----------------------------------------------------------------------------- |
| Perfecte       | Accions realitzades fa poc temps (límit general: el mateix dia)         | Esta mañana me he levantado fatal Aquest matí m'he aixecat fatal              |
| Imperfecte     | Accions habituals en el passat, però ja no                              | Antes me levantaba fatal Abans m'aixecava fatal                               |
| Indefinit      | Accions realitzades fa molt temps (límit general: d'ahir cap endarrere) | Ayer me levanté fatal Ahir em vaig aixecar fatal                              |
| Plusquamperfet | Accions realitzades abans d'una altra acció en pretèrit imperfecte      | Pensaba que me había levantado fatal Pensava que m'havia aixecat fatal        |
| Anterior       | Accions realitzades abans d'una altra acció en pretèrit indefinit       | Pensé que me hube levantado fatal Vaig pensar que em vaig haver aixecat fatal |

### Imperfecte del subjuntiu i condicional
És molt freqüent substituir l'imperfecte del subjuntiu pel condicional simple, tant que és denominat el "condicional basc". Per exemple, si tendría tiempo, iría en lloc de si tuviera tiempo, iría o si tuviese tiempo, iría (si tingués temps, aniria). En conseqüència, el parlant no és capaç de distingir entre hubiera o hubiese (hagués: les dues formes del subjuntiu imperfecte) i habría (hauria: forma del condicional simple), i pot dir: si habrías comprado pan, pues no tendríamos hambre. Molts experts creuen que el seu origen està en el basc, ja que l'estructura utilitzada en l'idioma basc és la mateixa, traduint-se literalment al castellà. De fet, és molt comú a Guipúscoa i en el nord de Navarra (Bortziriak, Malerreka, Baztanaldea, Leitzaldea, Sakana…) i no és tan habitual en la resta de Hegoalde, encara que és present.

### Euskaradak
Igual que el "condicional basc", hi ha altres estructures o paraules que s'han exportat literalment del basc al castellà, anomenades comunament euskaradak. Per exemple:
| Basc                            | Castellà                      | Castellà                      | Català                      |
| Basc                            | a Hegoalde                    | estàndard                     | Català                      |
| ------------------------------- | ----------------------------- | ----------------------------- | --------------------------- |
| Enbarazu egiten didazu.         | Me haces embarazo.            | Me molestas.                  | Em molestes.                |
| Zer hartu behar duzue edateko?  | ¿Qué vais a coger para beber? | ¿Qué vais a tomar para beber? | Què prendreu per a beure?   |
| Nere buruz pentsatzen ari naiz. | Estoy pensando por mi cabeza. | Estoy pensando en mi cabeza   | Estic pensant en el meu cap |

### Seseo
Els castellanoparlants euskalduns tendeixen a sesear, sobretot els de Navarra i Guipúscoa. La raó és que el so "s" en castellà coincideix amb el basc /s̻/ (representat per la lletra "z") i el so basc /s̺/ (representat per la lletra "s") no existeix en castellà. A això cal afegir un altre so sibilant del basc: /ʃ/ (representat per la lletra "x"), també inexistent en castellà. A l'haver moltes més varietats sibilants en basc, els parlants de Hegoalde tendeixen a pronunciar aquests fonemes acostant-se a la seva pronunciació materna. En conseqüència, cinquenta ([θinkuenta]) és pronunciat "szinkuenta" ([s̻inkuenta]) i hostia ([ostia]) "oshtia" ([oʃtia]).

### Canvis en l'accentuació
Al no existir accent gràfics (titlles) en basc, no existeix una regulació específica per a ressaltar les paraules en aquest idioma. Mentre que en castellà cada paraula té un sol accent, en basc una paraula pot tenir més d'un accent, segons el seu significat i context. Així, rla regla general en basc és la tendència a accentuar la segona síl·laba des del principi de la paraula i l'última, encara que l'últim no sigui tan accentuat com el primer. A més, en la llengua basca la seqüència o conjunt de paraules és la unitat d'accentuació, a diferència de la paraula per al castellà. Tot això fa que els castellanoparlants de Hegoalde no accentuïn adequadament les paraules segons les regles ortogràfiques del castellà modern. Per exemple, el nom Iñigo és accentuat "Íñigo" en castellà estàndard, però "Iñígo" en el castellà de Hegoalde.

### Ús de lèxic basc
En parlar en castellà, els habitants de Hegoalde utilitzen a vegades lèxic que no recull la Reial Acadèmia Espanyola i que són presents en basc. Els préstecs més habituals són les salutacions i els més utilitzats són kaixo (hola) i agur (adéu). I resulta que, a causa de la gran diàspora basca, la paraula agur està recollida en el diccionari de la Reial Acadèmia Espanyola com a "interjecció usada per a acomiadar-se". Eskerrik asko (gràcies), ez horregatik (de res), mesedez (si us plau), zer moduz (què tal?), zorionak (felicitats, enhorabona), maite zaitut (et vull, t'estimo), urte berri on (feliç any nou), egun on (bon dia), arratsalde on (bona tarda) o gabon (bona nit) són també paraules habituals. Així mateix, interjeccions com ajuda a pujar i epa són habituals entre els parlants d'aquest dialecte. D'igual manera, i sobretot entre els euskalduns, s'utilitzen paraules bàsiques com etxea (casa), muxu (petó), dirua (diners), lehendakari (president; utilitzat només per als d'Euskadi i Navarra), ikusi (mira), maitia (afecte, volguda), mestressa (mare), aita (pare), amona (àvia), aitona (avi), etc.

### Vocabulari navarrès
A Navarra existeix un lèxic propi en castellà, també utilitzable en basc, que es complementa amb l'ús de lèxic basc. Alguns exemples són billabesa (autobús urbà; ús exclusiu per a Iruñerria), componer (amanir l'amanida) o hacer borota (no acudir a classe).

### Ús de toponímia basca
Està molt estesa la utilització dels topònims tradicionals bascos, enfront de les seves denominacions en castellà, que en molts casos han estat col·locats de manera artificial o forçada. En altres ocasions, els parlants d'aquest dialecte tenen simplement preferència per a utilitzar noms bascs. Alguns exemples extractes de mitjans de comunicació són:
- "La oferta de las escuelas infantiles de Iruñea vuelve a limitar el euskara a tres centros" (L'oferta de les escoles infantils de Pamplona torna a limitar l'euskara a tres centres)[26]
- "Getxo entra en zona roja y cierra bares y restaurantes" (Getxo entra en zona vermella i tanca bars i restaurants)[27]
- "Cribados en el Hospital Donostia por otro brote" (Garbellats a l'Hospital de Sant Sebasià per un altre brot)[28]
- "La Mancomunidad de Iparralde reclama el derecho a la diferenciación" (La Mancomunitat del País Basc Nord reclama el dret a la diferenciació)[29]

Tanmateix, això també s'aplica als ciutadans del carrer, que utilitzen majoritàriament els noms de llocs en basc. També caldria tenir en compte que la majoria dels topònims de Hegoalde (a excepció del sud de Navarra) estan oficialment tan sols en basc.

### Sufixos diminutius
En castellà estàndard, per a aplicar el diminutiu, s'afegeixen les partícules -ito, -ita, -itos o -itas a la fi de la paraula, segons gènere i número. No obstant això, a Hegoalde s'utilitzen dues fórmules diferents: -ico, -ica, -icos i -icas o -ete, -eta, -etos i -etas. La primera s'utilitza especialment a Navarra i comarques limítrofes d'Aragó. Per exemple, el mocador de Sanferminak es diu "el pañuelico". La segona, en canvi, és d'ús generalitzat en tot Hegoalde. Algunes paraules creades amb ell són silleta (sillita) o calderete (guisat). Hi ha, no obstant això, paraules com chancleta (diminutiu de "xancleta"), caseta (diminutiu de "casa") o pandereta (diminutiu de "pandera") que, malgrat acabar amb aquestes terminacions, s'han generalitzat a tot el món castellà, però originalment només s'empraven en el castellà de Hegoalde. Hi ha un cas especial, emprat especialment a la Ribera Navarra, on es poden trobar tres diminutius junts: muetico. En castellà estàndard no tindria traducció, ja que en aquest dialecte s'utilitzen paraules amb diminutius que, teòricament, no haurien de portar-los. Procedeix de la paraula majo (maco), a la qual s'afegeixen els sufixos: majo + ico = majico / majico + ete = majete → muete / muete + ico = muetico.

## Característiques compartides amb altres dialectes
Aquest dialecte té diverses característiques compartides amb altres dialectes, especialment amb l'aragonès.

### Fonètica
- entonació ascendent de les frases, amb allargament de la vocal final. En l'àrea de la vall de l'Ebre, amb més intensitat
- reducció dels grups consonàntics cultes de les paraules castellanes: eletrico, "eléctrico" (elèctric), perfeto, "perfecto" (perfecte), repunante, "repugnante" (repugnant)
- fort tendència antihiàtica, que redueix els hiats a diftongs: indoeuropeo > indouropeo > induropeo (indoeuropeu); héroe > herue (heroi); ahora > ahura > ara (ara), pues > pos (doncs); etc.
- fonèticament es distingeix entre les grafies y i ll, especialment a Navarra
- la -d final sol substituir-se per -z: verdad > verdaz (veritat); salud > saluz (salut)
- pronunciació del so /ř/ asilabat a Navarra
- supressió de v al principi d'algunes paraules: amos i no vamos (anem)
- en els adverbis temporals, l'accent es col·loca al final: malaménte (malament), sinceraménte (sincerament), mayorménte (majorment)

### Gramàtica
- omissió o elisió de la vocal final de determinades partícules quan la paraula següent comença per vocal, sobretot si després ve una paraula d'una o dues síl·labes: plaza del > plaza'l (plaça del); todo el > to'l (tot el); para ti > pa'ti (per a tu)
- absència de leísme (substitució del pronom personal lo per le en la posició del complement directe i en els verbs transitoris)
- ús freqüent de l'article definit amb noms propis (el Patxi, la Naiara)
- ús de vosotros (vosaltres) com a pronom personal de confiança de segona persona plural enfront de usted (vostè), utilitzat com a tractament respectuós. Usted (vostè) s'utilitza menys, sobretot entre els més joves, decantant-se per la fórmua tu, fins i tot en tractaments respectuosos. El mateix ocorre amb ustedes (vostès) i vosotros (vosaltres)
- ús de l'infinitiu per a l'imperatiu plural de confiança: (vosotros) ser buenos y callaros (forma estàndard: sed buenos y callaos; "sigueu bons i calleu-vos")
- inclusió de la lletra a a el començament d'algunes paraules, sobretot enfront de les quals comencen per r-: arrascar (en lloc de rascar; "gratar"), arrodear (en lloc de rodear, "envoltar")
- substitució la preposició por per la preposició a en diverses frases, sobretot quan el temps va acompanyat d'un adverbi: ayer a la mañana, ayer a la noche (forma estàndard: "ayer por la mañana", "ayer por la noche"; traducció: "ahir al matí", "ahir a la nit")
- en el llenguatge col·loquial general, l'article s'anteposa al pronom interrogatiu què. Així, en la següent conversa, l'article l'o la sobraria, segons les normes del castellà estàndard:

| Masculí                                   | Masculí                         | Femení                                  | Femení                           |
| Castellà                                  | Català                          | Castellà                                | Català                           |
| ----------------------------------------- | ------------------------------- | --------------------------------------- | -------------------------------- |
| ¿Has visto el pájaro? ¿El qué? El pájaro. | Has vist l'ocell? Què? L'ocell. | ¿Has hecho la tarea? ¿La qué? La tarea. | Has fet la tasca? Què? La tasca. |

No obstant això, a Navarra, a diferència de qualsevol altre dialecte del castellà, tots dos pronoms són substituïts per l'article neutre lo. Així, la conversa anterior es desenvoluparia de la següent manera:
| Masculí                                   | Masculí                         | Femení                                  | Femení                           |
| Castellà                                  | Català                          | Castellà                                | Català                           |
| ----------------------------------------- | ------------------------------- | --------------------------------------- | -------------------------------- |
| ¿Has visto el pájaro? ¿Lo qué? El pájaro. | Has vist l'ocell? Què? L'ocell. | ¿Has hecho la tarea? ¿Lo qué? La tarea. | Has fet la tasca? Què? La tasca. |